# Гурезь-Пудга
Гуре́зь-Пу́дга (рос. Гурезь-Пудга) — присілок у Вавозькому районі Удмуртії, Росія. 
Стара назва — Велика Гурезь-Пудга.

## Населення
Населення — 525 осіб (2010; 500 в 2002).
Національний склад (2002):
- удмурти — 94 %

## Господарство
У присілку діє середня школа, дитячий садочок «Колосок», фельдшерсько-акушерський пункт, сільський клуб, бібліотека, пошта, ветеринарний пункт.
Серед туристичних об'єктів у присілку знаходяться будинок-музей Кузебая Герда (філіал Вавозького районного краєзнавчого музею), 2 пам'ятки природи — столітня верба та 20-літня береза, яка зростає на цій вербі у розвилці її стовбура, та 740-літня ялинка, яку раніше використовували для ритуальних дійств.
Урбаноніми:
- вулиці — Джерельна, Комсомольська, Кузебая Герда, Логова, Механізаторів, Молодіжна, Нова, Пантелеєвка, Першотравнева, Піонерська, Польова, Польовиків, Садова, Ставкова, Тваринників, Шкільна
- провулки — Піонерський, Садовий

## Відомі люди
- Щоткін Іван Петрович (1916–1988) — удмуртський педагог, організатор народної освіти, заслужений вчитель школи Удмуртської АРСР.